# Mozilla Location Service
Mozilla Location Service (MLS) был открытым краудсорсинговым геолокационным сервисом, основанным на определении положения по идентификаторам станций сотовой связи и точках доступа Wi-Fi. Работал с 2013 до 2024 года.
В феврале 2019 года MLS собрал более 44,43 миллиона уникальных ID сетей сотовой связи и 1450 миллионов уникальных SSID сетей WiFi (апрель 2018 года: 37,7 млн UCN и 1145 млн UWN (ноябрь 2016 г.: 28 млн UCN и 757 млн UWN (ноябрь 2015 г.)): 17 млн UCN и 427 млн UWN). Мобильное приложение Mozilla Stumbler для Android доступно в магазине Google Play store и на F-Droid.
Mozilla не собирает SSID (например, «Simpson-family-wifi») WiFi сетей, но собирает BSSID (который часто является MAC-адресом WiFi устройства). Приложения Mozilla не собирают информацию о WiFi точках доступа, SSID которых скрыт или заканчивается строкой «_nomap» (например, «Simpson-family-wifi_nomap»).
Mozilla публикует агрегированный набор данных о местоположении ячеек (MLS Cell Network Export Data) на основании лицензии, являющейся общественным достоянием (CC-0). В отличие от базы данных сот, необработанная WiFi-база данных не является общедоступной, так как в ней содержится персональная информация как от пользователей, загружающих данные, так и от владельцев WiFi-устройств. Тем не менее, Mozilla делится этими собственными данными со своим корпоративным партнером Combain AB.
Хотя Mozilla Location Service по умолчанию не используется в Firefox, сервис используется в браузере Vivaldi, а также является основным источником местоположения в библиотеке GeoClue для устройств, не поддерживающих GPS, которая используется в среде GNOME и KDE в зависимых от местоположения приложениях, например, в тех, которые предоставляют погоду и карты.
В анонсе Mozilla объявила о прекращении работы сервиса с 13 марта 2024.